# بتامتازون ۱۷-والرات
بتامتازون ۱۷-والرات (به انگلیسی: Betamethasone 17-valerate) با فرمول شیمیایی C۲۷H۳۷FO۶ یک ترکیب شیمیایی با شناسه پاب‌کم ۱۶۵۳۳ است. که جرم مولی آن ۴۷۶٫۵۸ g/mol می‌باشد. 